# Robert Jarvik
Robert Jarvik   (Midland, 11 de maig de 1946 - Nova York, 26 de maig de 2025) va ser un científic, investigador i emprenedor estatunidenc conegut pel seu paper en el desenvolupament del cor artificial Jarvik-7.

## Biografia
Robert Jarvik va néixer a Midland. Era fill de Norman Eugene Jarvik i Edythe Koffler Jarvik, i nebot de Murray Jarvik, farmacòleg que va participar en l'invent del pegat de nicotina. Jarvik va créixer a Stamford, Connecticut.
Jarvik es va graduar a la Universitat de Syracuse i va obtenir un màster en enginyeria biomèdica a la Universitat de Nova York. Després de ser admès a la University of Utah School of Medicine, on Jarvik va completar dos anys d’estudis, l'any 1971 va ser contractat per Willem Johan Kolff, un metge i inventor holandès de la Universitat de Utah. Kolff havia dissenyat la primera màquina de diàlisi i que treballava en altres òrgans artificials, inclòs un cor. Jarvik va obtenir el doctorat l'any 1976 a la Universitat de Utah. Com a metge no va realitzar les corresponents pràctiques ni residència i mai no ha estat autoritzat a exercir la medicina.

## Carrera professional

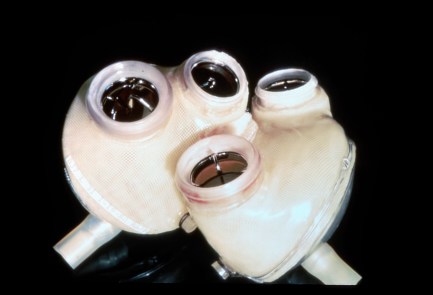
Cor artificial Jarvik-7

Jarvik va entrar a formar part del programa d'òrgans artificials de la Universitat de Utah l'any 1971, liderat aleshores per Willem Johan Kolff, el seu mentor. En aquell moment el programa utilitzava un cor artificial pneumàtic dissenyat per Clifford Kwan-Gett que havia permès viure a un animal en el laboratori durant 10 dies. Kolff va assignar Jarvik la tasca de dissenyar un cor nou que superés els problemes del disseny del cor de Kwan-Gett. Aquest nou disseny va culminar finalment en el cor artificial Jarvik-7.
L'any 1982, l'equip va dur a terme un implant de cor artificial (el segon fet mai), 13 anys després que Domingo Liotta i Denton Cooley fessin el primer el 1969. El cirurgià William DeVries va fer el primer implant del Jarvik-7 a Barney Clark, dentista retirat, a la Universitat de Utah el 2 de desembre de 1982. Clark va necessitar visitar sovint l'hospital els següents 112 dies després de l'operació i finalment va morir. Jarvik i DeVries van mantenir informats als mitjans de comunicació sobre l'estat del pacient. Les següents implantacions del Jarvik-7 van ser liderades per Humana, una corporació empresarial que comercialitza i administra assegurances de salut. El segon pacient, William J. Schroeder, va sobreviure 620 dies. L'any 1983 Jarvik i DeVries van rebre el Golden Plate Award de la American Academy of Achievement.
L'any 2006, Jarvik va començar aparèixer en anuncis televisius del medicament contra el colesterol "Lipitor", de l'empresa farmacèutica Pfizer. Dos membres del Congrés dels Estats Units, com a part d'una campanya en contra del recolzament a celebritats, van iniciar una investigació sobre si aquests anuncis podien constituir un consell mèdic donat per una persona que no disposava de la llicència per practicar la medicina. Un dels anuncis mostrava a Jarvik remant, però per temes relacionats amb l'assegurança Jarvik no va remar i es va utilitzar un doble. Més tard, Jarvik va dir que no havia pres "Lipitor" fins que va esdevenir un portaveu per l'empresa. El 25 de febrer de 2008, Pfizer va anunciar que cancel·lava els seus anuncis amb Jarvik.

### Cor artificial

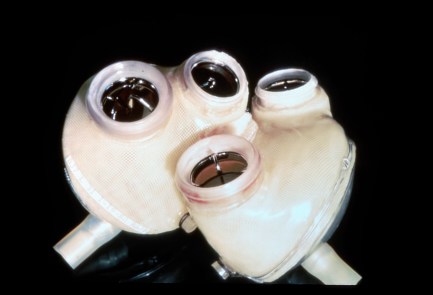
Cor artificial Jarvik-7.

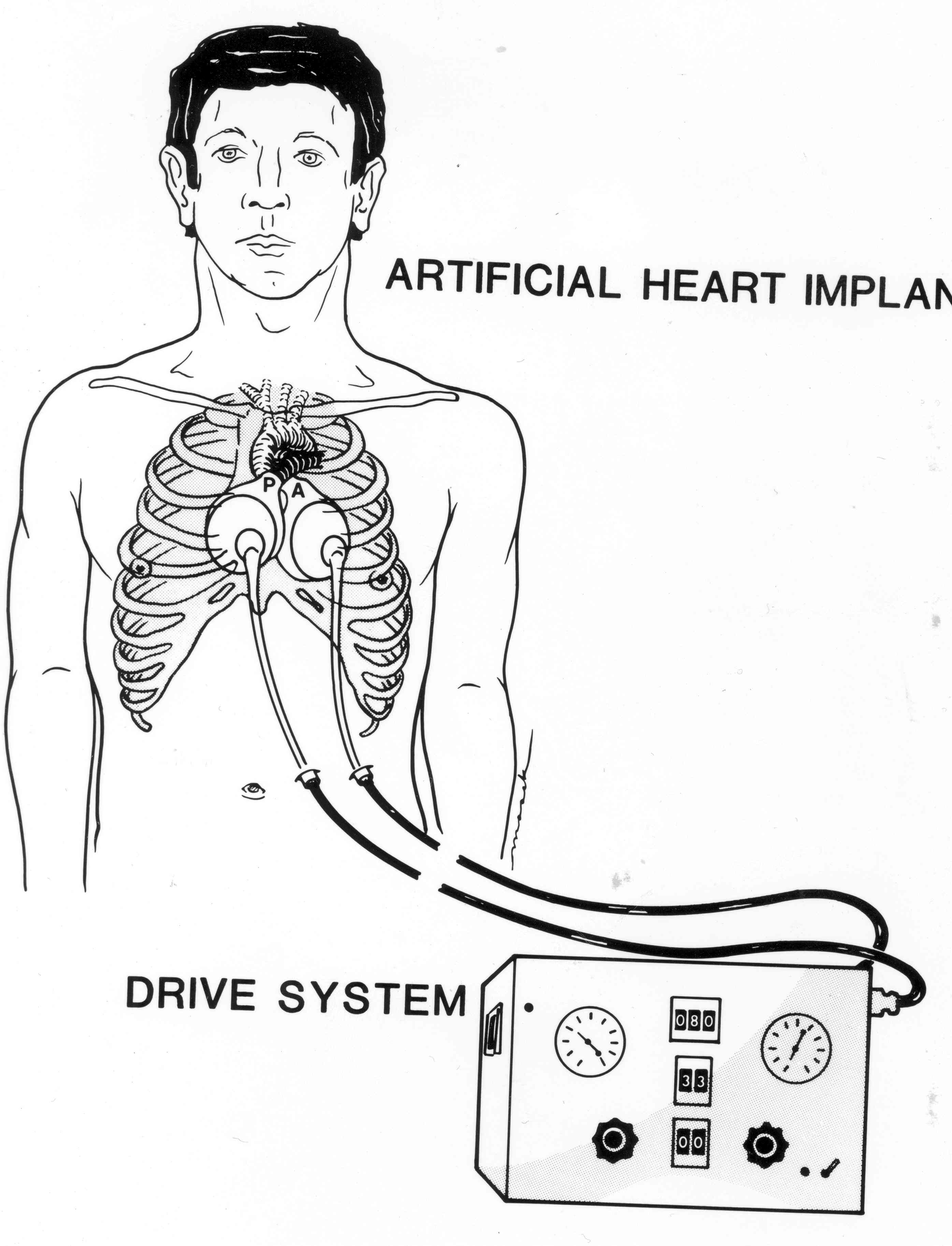
Kharvik-7.

El cor que es va conèixer com Jarvik-7 va ser de fet el producte final de la col·laboració i contribució de nombrosos investigadors que van precedir Jarvik. Paul Winchell, ventríloc i actor que va representar les veus d'innombrables personatges de televisió va inventar el cor artificial original. Amb l'ajuda i els consells del Dr. Henry Heimlich, Winchell va dissenyar un cor artificial i va construir un prototip. Va presentar una sol·licitud per a una patent el 1956, la que se li va atorgar el 1963. Winchell va donar la seva palesa a la institució i Jarvik, utilitzant uns quants dels principis bàsics desenvolupats per Winchell, va prosseguir el desenvolupament, fins a culminar amb el Jarvik-7. Part de la investigació es va desenvolupar a la Cleveland Clinic, que posteriorment passaria a anomenar-se el Cleveland Clinic Lerner Research Institute, un nou organisme independent de l'hospital, en el qual es produïen elements fonamentals dels òrgans a implantar-se.
El cor que es va conèixer com Jarvik-7 va ser de fet el producte final de la col·laboració i contribució de nombrosos investigadors que van precedir Jarvik. Paul Winchell, ventríloc i actor que va representar les veus d'innombrables personatges de televisió va inventar el cor artificial original. Amb l'ajuda i els consells del Dr. Henry Heimlich, Winchell va dissenyar un cor artificial i va construir un prototip. Va presentar una sol·licitud per a una patent el 1956, la que se li va atorgar el 1963. Winchell va donar la seva palesa a la institució i Jarvik, utilitzant diversos dels principis bàsics desenvolupats per Winchell, va prosseguir el desenvolupament, fins a culminar amb el Jarvik-7. Part de la investigació es va desenvolupar a la Cleveland Clinic, que posteriorment passaria a anomenar-se el Cleveland Clinic Lerner Research Institute, un nou organisme independent de l'hospital, en el qual es produïen elements fonamentals dels òrgans a implantar-se.
El Dr. William DeVries (1943 -) es un cirurgià cardiotoràcic estatunidenc, conegut principalment pel primer trasplantament d'un TAH (cor artificial total) utilitzant el model Jarvik-7, va implantar per primera vegada un Jarvik-7 al dentista jubilat Barney Clark, a la Universitat d'Utah, el 2 de desembre de 1982. En rodes de premsa freqüents, Jarvik i el Dr. William DeVries informaven sobre l'evolució del pacient. Els següents implants del cor Jarvik 7 van ser patrocinades per Humana Inc., una companyia d'assegurances. El segon pacient, Bill Schroeder, va sobreviure 620 dies.

## Vida privada
Jarvik es va casar dues vegades. Va tenir un fill i filla amb la seva primera parella, l'escriptora i periodista Elaine Jarvik de Salt Lake City. L'any 2011 ella i la seva filla van escriure l'obra A Man Enters, inspirada en la manca de contacte de Jarvik amb els seus fills des del seu divorci.
Jarvik es va casar des del 23 d'agost de 1987 amb la columnista de la revista Parade magazine Marilyn vos Savant. Contràriament al que diuen algunes algunes fonts, Jarvik no és membre de l'Església de Jesucrist dels Sants dels Darrers Dies.